# Coruche (freguesia)
Coruche era una freguesia portuguesa del municipio de Coruche, distrito de Santarém.

## Historia
Fue suprimida el 28 de enero de 2013, en aplicación de una resolución de la Asamblea de la República portuguesa promulgada el 16 de enero de 2013 al unirse con las freguesias de Erra y Fajarda, formando la nueva freguesia de Coruche, Fajarda e Erra.

## Patrimonio
En el patrimonio histórico-artístico de la antigua freguesia destacan el pelourinho del concelho, el puente de la Corona y la casa solariega de los Cota Falcões.